# Dőry Virág
Dőry Virág (születési neve Darab Virág, Budapest, 1941. december 21. –) Jászai Mari-díjas magyar színésznő, jelmeztervező.

## Életpályája
Először balettozni tanult. 1966-ban végzett a Színház-és Filmművészeti Főiskolán. Tanárai voltak: Várkonyi Zoltán, Ádám Ottó, Vámos László. Ezután két évig (1966-1968) a Vígszínházban szerepelt, majd a József Attila Színházban játszott egy évet (1969). 1969-től a Radnóti Színpad, illetve Radnóti Színház tagja lett. 1990 óta jelmeztervezéssel is foglalkozik. Az 1990-ben újraindított Színházi Élet rovatvezetője volt 1991-ig.
Fiatal hősnők ábrázolásától eljutott az érett karakterfigurákig. Több filmben szerepelt.

## Színházi munkái

### Színészként
- García Lorca: Yerma... Nőstény
- Csiky Gergely: Az udvari kalap (A nagyra termett)... Bruno
- Madách Imre: Az ember tragédiája... Cluvia
- Molière: Tudós nők... Beliza
- Radzinszkij: Filmet forgatunk... Zina
- Kodály Zoltán: Háry János... I. Udvarhölgy
- Heltai Jenő: A néma levente... Gianetta
- Huxley: A Mona Lisa mosolya... Doris Mead
- Rostand: Cyrano de Bergerac... Cukrászlány
- Gorkij: A Nap fiai... Fima
- Békefi István: Egy asszonygyilkos vallomása... Erika
- Magnier: Mona Marie mosolya... Genevieve
- Madách Imre: Csák végnapjai... Klára
- Carlo Goldoni: Hotel "Mirandolina"... Csibi
- Molière: Mizantróp'68... Éliante
- Giraudoux: Bellaci Apollo... Ágnes
- Hubay Miklós: Lélegzetvisszafojtva... Lány
- Somlyó György: A bírák könyvéből... Öregember lánya
- Simon Zsuzsa: Hej, cigányok!...
- Büchner: Woyzeck... Marie
- Büchner: Leonce és Léna... Rosetta
- Györe Imre: Orfeo szerelme... Euridiké
- Karinthy Ferenc: Budán... Labancz Kati
- Romhányi József: Csipkerózsika... Nórika
- Patkós Judit: Angela
- Örkény István: Egyperces novellák
- Vasziljev: Csendesek a hajnalok...
- Hegedüs Géza: Versenyt a szelekkel... Justina
- Ajtmatov: A versenyló halála
- Szakonyi Károly: A színház jegyében
- Vasziljev: Iván hajója
- Karinthy-Kaposy: Az ezerarcú lélek
- Ungvári Tamás: Dóra jelenti
- Vörösmarty Mihály: Előszó
- Radnóti-Gelléri: Sem emlék, sem varázslat
- Gelléri-Wolker-Novomsky-Stehlik: Bizakodva
- Stehlík: A bizalom vonala... Másik nyugdíjas
- Devecseri Gábor: A meztelen istennő
- Ady Endre: A muszáj-Herkules
- Everac: Néhány hamis pofon... Nő
- Voltaire: Candide...
- Schwajda György: Csoda magyar módra... Veronika
- Gorin: A gyújtogató... Erita
- Gosztonyi-Krúdy: K-R-Ú-D-Y, avagy békeidők szép emléke... Montmorency
- Nagy Lajos: Budapest Nagykávéház
- Vörösmarty Mihály: Csongor és Tünde... Mirigy
- Fejes Endre: Az angyalarcú... Borbála
- Ördögh Szilveszter: Koponyák hegye... Mária
- Novák János: Lumpáciusz Vagabundusz vagy a három jómadár... Fortuna
- Kürti András: Pulykák... Marosné Ettel Edit
- Gáspár János: Csavargók
- Kaposy Miklós: Reggelre ne feledd a pénzt
- Molnár Ferenc: Az ibolya... Thúz kisasszony
- Calderón de la Barca: Az élet álom... Estrella
- Gozsdu-Márton: Lepkék a kalapon... Baán Márta
- Kárpáti Péter: Szingapúr, végállomás... Nővérke
- Gosztonyi János: Andrássy út 60. ...Fischer Vera
- Kompolthy Zsigmond: Kísértet-csárdás... Mariska néném
- Shaw: Pygmalion... Eynsford Hillné
- Anouilh: Eurüdike... Eurüdike anyja

### Jelmeztervezőként
- Kaposy Miklós: Reggelre ne feledd a pénzt (1985)
- Bernhard: Ritter, Dene, Voss (1989-1990)
- Russell: Shirley Valentine (1990)
- Márai Sándor: Kaland (1990, 2000)
- Aldo Nicolai: Éljen az ifjú pár (1990)
- Nicolai: Rend a lelke mindennek (1990)
- Nicolai: A kilátó (1990)
- Thomson: Aranytó (1990)
- Berr-Verneuil: Az ügyvéd és a férje (1991)
- Mamet: Floridai öröklakás eladó (1991)
- Strindberg: Júlia kisasszony (1991)
- Williams: Az ifjúság édes madara (1991)
- Turczi István: Könyörgöm, szeress! (1991)
- Pörtner: Hajmeresztő (1992)
- Coward: Vidám kísértet (1992)
- Dürrenmatt: Meteor (1992)
- Pozsgai Zsolt: Viaszmadár (1992)
- Sternheim: A bugyogó (1992)
- Danek: Negyven gazfickó és egy maszületett bárány (1992)
- Uhry: Miss Daisy (1992)
- Gorkij: Idelenn (1992)
- Strauss: Az idő és a szoba (1992)
- Molière: A fösvény (1993)
- Tábori György: Jubileum (1993)
- Fierstein: Kakukktojás (1993)
- Mrozek: Tangó (1993)
- Vadnay László: A csúnya lány (1993)
- Havergal: Utazások nénikémmel (1993)
- Pozsgai Zsolt: Törődj a kerttel! (1993)
- Berkoff: Görög (1994)
- Durang: Bolond szél (1994)
- Harold Pinter: A születésnap (1994, 2000)
- Waterhouse-Hall: Hazudós Billy (1994)
- Németh Ákos: Anita, avagy a szenvedély (1994)
- Simon: A nagymama soha (1994)
- Scarnacci-Tarabusi: Kaviár és lencse (1994)
- Szakonyi Károly: Adáshiba (1994)
- Ibsen: Ha mi holtak feltámadunk (1994)
- Szoppard: Ez az igazi (1995)
- Bergman: Társasjáték New Yorkban (1995)
- Menzel: Nőt akarok (1995)
- Katona József: Bánk bán (1995)
- Garaczi László: Imoga (1995)
- Gyurkó László: Szerelmem, Elektra! (1995)
- William Shakespeare: Pericles (1995)
- Albee: Nem félünk a farkastól (1995)
- Synge: A szentek kútja (1996)
- Genet: Cselédek (1996)
- Fábri Péter: Az élő álarc (1996)
- Másik János: Ahogy tesszük (1996)
- Mrozek: Szerelem a Krímben (1996)
- Molnár Ferenc: A jó tündér (1996)
- Pielmeier: Isten Ágnese (1996)
- Ibsen: Hedda Gabler (1996)
- Mrozek: A szerződés (1997)
- Simon: Luxuslakosztály (1997)
- Tábori György: Mein Kampf (1997)
- William Shakespeare: Tévedések vígjátéka (1997)
- Vajda Katalin: Anconai szerelmesek (1997, 2006)
- Karp: Örömszülők (1997)
- Mándi Iván: Régi idők mozija (1997)
- Spiró György: Honderű (1998)
- Anouilh: Szeret, nem szeret (1998)
- Caragiale: Zűrzavaros éjszaka (1998)
- Simon: Pletyka (1998, 2006)
- Spiró György: Kvartett (1998)
- Euripidész: Iphigeneia Auliszban (1998)
- Müller Péter: Szomorú vasárnap (1999)
- Frenkó Zsolt-Barabás: Egy szoknya, egy nadrág (1999)
- Carlo Goldoni: A fogadósnő (1999)
- Dosztojevszkij: Fehér éjszakák (1999)
- Dosztojevszkij: A szelíd teremtés (1999)
- Maurier: A Manderley-ház asszonya (1999)
- Elice-Rees: Kettős játszma (2000)
- Móricz Zsigmond: Rokonok (2000)
- Carlo Goldoni: Mirandolina (2000)
- Schisgal: Szerelem, Ó! (2000)
- Osborne: Dühöngő ifjúság (2000)
- Hampton: Emberbarát (2000)
- Molnár Ferenc: Olympia (2000)
- Füst Milán: Máli néni (2001)
- Edson: Fekete angyal (2001)
- Gaál-Gvadányi: A peleskei nótárius (2001)
- Hamilton: Gázláng (2001)
- O'Neill: Párbajhős (2001)
- Anouilh: A csábítás művészete (Ornifle vagy a buborék) (2002)
- Csáth Géza: A Janika (2002)
- Békés-Rozgonyi: Szegény Lázár (2002)
- Schiller: Ármány és szerelem (2002)
- Gogol: A revizor (2002, 2005)
- O'Neill: Vágy a szilfák alatt (2003)
- Shaw: Az ördög cimborája (2003)
- Dumas: Gautier Margit, avagy a kaméliás hölgy esete (2003)
- Sütő András: Káin és Ábel (2004)
- Hampton: A kúra (Jung a díványon) (2004)
- Csiky Gergely: Buborékok (2004)
- Molnár Ferenc: Előjáték a Lear királyhoz (2004)
- Molnár Ferenc: Az ibolya (2004)
- Molnár Ferenc: Színház (2004, 2006)
- Molière: Gömböc úr (2004)
- Thuróczy Katalin: Mátyás mesék (2004)
- Le Sage: A pénzes zsák (2005)
- Caragiale: Farsang (2005)
- William Shakespeare: A windsori víg nők (2005)
- Gosztonyi János: A mi Józsink (2005)
- Erdman: Az öngyilkos (2006)
- Molnár Ferenc: Riviera (2006)
- Nordby: Jégszirom (2006)
- Gozzi: A Szarvaskirály (2006)
- Sánta-Hamvai: Az ötödik pecsét (2006)
- Hasek: Svejk, a derék (2007)
- Horváth Péter: Blikk (2007)
- William Shakespeare: Rómeó és Júlia (2007)
- Garaczi László: Plazma (2007)
- Gogol: Az őrült naplója (2008)
- Nabokov: Lolita (2009)
- Csehov: Cseresznyéskert (2009)
- Opelka: C'est La Vie (2010)
- Arthur Miller: Az ügynök halála (2011)

### Díszlettervezőként
- Strauss: M. V. mint vendég (2000) (jelmeztervező is)
- Strindberg: Play Strindberg - Játsszunk Strindberget! (2002) (jelmeztervező is)
- Márai-Kővári: Válás Budán (2002) (jelmeztervező is)
- Racine: Phaedra (2003) (jelmeztervező is)
- Egressy Zoltán: Vesztett éden (2003)
- Márai Sándor: Az igazi (2009) (jelmeztervező is)
- Molnár Ferenc: Liliom (2009) (jelmeztervező is)
- Zorin: Varsói melódia (2010) (jelmeztervező is)
- Nádai Péter: Magányos cédrus (2010) (jelmeztervező is)
- Sultz Sándor: Zöldalma (2010) (jelmeztervező is)

## Filmjei
- Egy hét Pesten és Budán (2003)
- Kisváros (2001)
- Franciska vasárnapjai (1997)
- Hoppá (1993)
- Família Kft. (1992)
- Napóleon (1989)
- Tisztelgés Molnár Ferencnek (1988) [tévéjáték]
- Szomszédok (1988)
- Halál a pénztárban (1981)
- Dorottya (1973)
- A halhatatlan légiós, akit csak péhovárdnak hívtak (1971)
- Szende szélhámosok (1968)
- Lássátok feleim (1968)
- Princ, a katona (1967)
- Harlekin és szerelmese (1967)
- Szerelmes biciklisták (1965)
- Zöldár (1965) (Darab Virág néven)

## Díjai, elismerései
- Jászai Mari-díj (1999)